# Каракеткенський сільський округ
Каракетке́нський сільський округ (каз. Қаракеткен ауылдық округі, рос. Каракеткенский сельский округ) — адміністративна одиниця у складі Жалагаського району Кизилординської області Казахстану. Адміністративний центр — село Каракеткен.
Населення — 1520 осіб (2021; 1656 у 2009, 1741 у 1999, 1974 у 1989).
Станом на 1989 рік існувала Каракеткенська сільська рада (села Актив, Акшал, Кулжан, селище Каракеткен).

## Склад
До складу округу входять такі населені пункти:
| Населений пункт  | Колишні назви | Населення, осіб (1989) | Населення, осіб (1999) | Населення, осіб (2009) | Населення, осіб (2021) |
| ---------------- | ------------- | ---------------------- | ---------------------- | ---------------------- | ---------------------- |
| Акшал, село      | -             | 101                    | -                      | -                      | -                      |
| Далдабай, село   | Актив         | 207                    | 406                    | 391                    | 423                    |
| Каракеткен, село | -             | 1551                   | 1335                   | 1265                   | 1097                   |
| Кулжан, село     | -             | 115                    | -                      | -                      | -                      |